# Controlled Release Society
Die Controlled Release Society (CRS) ist eine wissenschaftliche Fachgesellschaft. Sie wurde 1978 als gemeinnützige Organisation gegründet und befasst sich mit der Technologie der kontrollierten Freisetzung von Wirkstoffen aus Formulierungen. Nach Angaben der Gesellschaft liegt das Hauptinteresse der CRS-Mitglieder (ca. 70 %) im pharmazeutischen Bereich, in dem es um die Arzneistofffreisetzung aus pharmazeutischen Formulierungen geht.
Das offizielle Publikationsorgan der CRS ist die Fachzeitschrift Journal of Controlled Release.